# 良曲乡
良曲乡，是中华人民共和国西藏自治区那曲市比如县下辖的一个乡镇级行政单位。

## 行政区划
良曲乡下辖以下地区：
萨玛村、帕拉村、娘达村、吉日村、嘎达村、提阔村、栋多村、格康村、热木塘村、查库勒村、热如村、朵卡村和扎桑村。